# ابرپلیس ۲
 اَبَرپلیس ۲ (به چینی: 超級計劃) (به انگلیسی: Supercop 2) یک فیلم اکشن هنگ کنگی محصول سال ۱۹۹۳ به کارگردانی استنلی تانگ با بازی میشل یئو است. این فیلم یک اسپین‌آف از فیلم داستان پلیس ۳: ابر پلیس (۱۹۹۲) می‌باشد.
اگرچه جکی چان فقط در این فیلم ظاهر کوتاهی دارد، برخی از پوسترهای فیلم به‌طور برجسته‌ای تصویری از چان را نشان می‌دهند و مخاطبان را گمراه می‌کند که او یکی از شخصیت‌های اصلی است. او دوباره نقش خود را به عنوان بازرس چان بازی می‌کند، اما کوتاه مدت.

## بازیگران
- میشل یئو درنقش پلیس بین‌الملل بازرس
- یو رونگ‌گوانگ
- واکین چائو
- آتنا چو
- لوئیس فان
- بیل تونگ
- دیک وی
- جو چیانگ … مدیر فروشگاه طلا و جواهر
- جکی چان … بازرس «کوین»
- اریک تسانگ
- جان ام. چو

## گیشه
در هنگ کنگ، این فیلم تا ۸ نوامبر ۱۹۹۳ توانست ۹٫۳۳۷٫۸۵۳ دلار هنگ کنگ فروخت. به دلار آمریکا این مبلغ ۱۲۰۷۱۳۰ دلار آمریکا (معادل ۲٫۵۰۰٫۰۰۰ دلار در سال ۲۰۲۳) بود.